# Banco Espírito Santo
O Banco Espírito Santo (conhecido como BES), foi um banco privado mais preferidos em Portugal, cujas origens remontam ao ano de 1869. Sediado na Avenida da Liberdade, em Lisboa, o BES chegou a ser a segunda maior instituição financeira privada em Portugal em termos de activos líquidos (80 700 milhões de euros em março de 2011), com uma participação média de mercado de 20,3% em Portugal e 2,1 milhões de clientes. Antes de transformado em Novo Banco chegou a ser o maior banco privado de Portugal.

## História
As origens do Banco Espírito Santo remontam à atividade comercial de lotarias, câmbios e títulos de crédito que José Maria do Espírito Santo Silva (Lisboa, 1850-1915) exerceu, entre 1869 e 1884, em Lisboa. Datam de 1869 as primeiras referências ao comércio que este “patriarca da única dinastia de banqueiros portugueses” exercia, por conta própria, de compra e venda de lotarias, a par da transacção de títulos de crédito nacionais e internacionais, na sua “Caza de Cambio”, situada na Calçada do Combro, em Lisboa. Desde esta data até 1920, sucedeu-se a fundação de várias casas bancárias, tais como, a Beirão, Silva Pinto & C.ª, (1884-1897), Silva, Beirão, Pinto & C.ª (1897-1911), J. M. Espírito Santo Silva (1911) e J. M. Espírito Santo Silva & C.ª (1911-1915).
Após a morte de José Maria do Espírito Santo Silva a 23 de dezembro de 1916, estas casas foram dissolvidas e os seus herdeiros fundaram a Casa Bancária Espírito Santo Silva & C.ª, gerida pelo filho José Ribeiro do Espírito Santo Silva que, a 9 de Abril de 1920, transforma a Casa Bancária em Banco. No mesmo dia é inaugurada a agência de Torres Vedras, primeiro passo com o objectivo de “levar cada vez mais perto dos clientes os serviços bancários”.
Na década de 20, período de convulsões políticas, económicas e sociais, que conduzem alguns bancos à falência, o BES reforça a sua posição no contexto da banca nacional, e em 1926 integra o grupo das cinco maiores instituições bancárias privadas. Em 1932, com o novo modelo de gestão implementado por Ricardo Ribeiro do Espírito Santo Silva, eleito nesse mesmo ano para a Presidência do Conselho de Administração, inicia-se uma fase de consolidação e expansão da empresa que, em 1936, se assume na liderança da banca privada nacional. Em 1937 o BES funde-se com o Banco Comercial de Lisboa (instituição criada em 1875), dando origem ao Banco Espírito Santo e Comercial de Lisboa (BESCL).
Em 1955 Manuel Ribeiro do Espírito Santo Silva, por falecimento do irmão, Ricardo do Espírito Santo, ocorrido a 2 de fevereiro desse ano, assume o lugar de Presidente do Conselho de Administração. O BESCL tem na década de 1950 um empenho ativo na internacionalização da economia portuguesa, e acompanha esta expansão com uma política de continuidade na abertura de agências: 47 em 1960 para 82 em 1966.
A 7 de Agosto de 2008, uma agência do BES de Campolide em Lisboa foi alvo de assalto por dois imigrantes ilegais de nacionalidade brasileira com sequestro de seis reféns incluindo a gerente do banco. Após quase 9 horas de negociações, o assalto terminou com a intervenção do Grupo de Operações Especiais da Polícia de Segurança Pública, tendo ambos os assaltantes sido alvejados, um deles falecendo no local, e o outro sendo posteriormente condenado a prisão.
Em Julho de 2020, o antigo presidente executivo do Banco Espírito Santo (BES), Ricardo Salgado é acusado pelo Ministério Público português por 65 crimes de corrupção e associação criminosa.

## Internacionalização
Até meados de 1970 o BESCL reforçou as participações na área internacional com aquisições, parcerias e criação de bancos em países como os EUA, Angola, Reino Unido, entre outros. Em 1972 é cofundador do Libra Bank e no ano seguinte, associado ao First National City Bank of New York funda, em Luanda, o Banco Inter Unido. Em 1973 Manuel Ricardo Espírito Santo Silva ascende ao cargo de Presidente do Conselho de Administração. Contudo a 14 de Março de 1975, em virtude do Decreto-Lei Nº 132-A, são nacionalizadas todas as instituições de crédito com sede no território português. Impedido de desenvolver a sua atividade em Portugal, o Grupo Espírito Santo (GES) tratou de refazer os seus interesses no exterior em países como o Brasil, Suíça, França e EUA. Ponto alto de desenvolvimento foi em 1975 a criação de uma holding sediada no Luxemburgo, sociedade que em 1984 deu origem ao Espírito Santo Financial Group (ESFG).
O regresso a Portugal iniciou-se em 1986, após a retoma das atividades bancárias à iniciativa privada. Com o apoio do Crédit Agricole e de um núcleo duro de accionistas portugueses, entre eles Ricardo Salgado, que entre 1976 e 1982 participa a partir do estrangeiro na reconstrução do grupo, o GES cria o Banco Internacional de Crédito (BIC), tendo nesse mesmo ano formado a Espírito Santo Sociedade de Investimentos (ESSI) com a participação do UBS da Suíça e do Kredietbank S.A. Luxembourgeoise (KBL) do Luxemburgo.
Em 1990 o GES recupera a Companhia de Seguros Tranquilidade (onde a família tinha uma participação desde 1935) e em 1991 recupera o controlo do Banco Espírito Santo (perdido aquando da nacionalização da banca, em 1975). A 9 de Julho de 1991 realiza-se a operação de venda do BESCL, que na segunda fase da reprivatização passa a ser liderado pelo GES, ao qual se associa uma vez mais o Crédit Agricole, assegurando o crescimento sustentado do banco no futuro. Em 1991, após a reprivatização, Ricardo Salgado assume a presidência executiva do Banco Espírito Santo e dá início a um percurso que conduziu a um aumento de quota de mercado de 8% para 20% e à internacionalização do BES.
Neste processo de reprivatização uma holding foi criada entre o ESFG e o Crédit Agricole, a BESPAR, detida a 67% e a 32% respectivamente, a qual passou a deter 42% do BES constituindo-se como o seu principal accionista, sendo que outros accionistas de referência são o próprio Crédit Agricole (8,8%), a Companhia de Seguros Tranquilidade Vida (6,14%) e o Bradesco (6,05%), entre outros, encontrando-se o restante capital cotado na Euronext. Juntamente com o Credit Agricole adquiriam o Banco Boavista no Brasil, que em 1999 causaram grandes prejuízos a clientes em fundos de investimentos administrados administrados pela BES DTVM, presidida pelo Ricardo Espírito Santo Salgado. Foram uma de série desmandos que privilegiaram as posições do banco em detrimento das posições dos clientes, considerando em países de primeiro mundo, crime financeiro. Logo depois desse fato o BACEN e CVM mudaram as regras de administração de carteiras de fundos de investimentos.
Em 1992 o BES passou a operar no mercado espanhol após a aquisição do Banco Industrial del Mediterrâneo, que muda a designação para BES (Espanha), e é criada a ESAF – Espírito Santo Ativos Financeiros. Os investimentos em Espanha foram consolidados através da integração das actividades da corretora Benito y Monjardin e da GES Capital.
Em 1995, abriu em Macau o Banco Espírito Santo do Oriente (BESOR) que promovia produtos para empresa e começou a oferecer produtos para clientes private. Em França, em 1998, o BES desenvolveu a sua actividade através do BES Vénetie, onde tinha uma participação de 42,69%. Um ano depois, nos EUA, adquiriu o capital do Espírito Santo Bank cuja actividade de Private Bank era direcionada a clientes da América Latina, com foco no Brasil.

### Crise de 2000
No final dos anos 1990, o BES associou-se ao Crédito Agrícola, assumindo o controlo acionário da instituição brasileira Banco Boavista. A gestão dessa situação por Ricardo Esprito Santo Salgado foi desastrosa e infligiu a investidores brasileiros, um enorme prejuízo nos fundos de investimentos administrados pela BES Distribuidora de Títulos e Valores Mobiliários, ao investir em mercados de riscos elevadíssimos sem avisar os investidores do antigo Banco Boavista. Em dezembro de 1999 com a desvalorização do Real, somente 3 instituições que administravam fundos no Brasil imprimiram prejuízos aos quotistas. Desses, o Banco Marka e o Fonte Cidam pagaram a todos os investidores. O BES pela sua subsidiária Banco Boavista cometeu um crime contra a economia, provada pela declaração do seu presidente à época que declarou que o banco protegeu os recursos próprios aplicados nos fundos primeiramente em detrimento dos clientes. Foi um escândalo , que gerou processos na Polícia Federal, Banco Central e Ministério da Fazenda. Com a interferência do antigo presidente do Banco Central, Francisco Lopes e interesses da venda dos ativos do banco, foi tudo abafado pelas autoridades financeiras. Tal não aconteceu com o Fonte Cidam que os acionistas dispuseram de seus bens e pagaram os investidores e fechou as portas, já o Banco Marka presidido por Salvatore Cacciola conseguiu um empréstimo no  Banco Central e pagou também todos os investidores, foi fechado e o presidente ficou na cadeia vários anos por não pagar o banco central.Com os administradores do BES e do BC nada aconteceu, venderam o controle acionario ao Banco Bradesco e tudo foi abafado, como muitos crimes do Brasil.
Em 2001 foi constituído o Banco Espírito Santo Angola, um banco de direito angolano.
O Grupo BES esteve presente em 25 países e 4 continentes, através de sucursais, escritórios de representação ou empresas participadas, fazendo do Grupo o mais internacional dos grupos financeiros portugueses. A internacionalização do BES foi impulsionada por Ricardo Salgado, com a aposta no triângulo estratégico África, Brasil e Espanha. Em 2014 esta área internacional pesava metade dos lucros da instituição.

## Operações
Em 2012, o banco liderado por Ricardo Salgado, foi o único dos três maiores bancos privados portugueses a aumentar capital recorrendo apenas aos acionistas e ao mercado de capitais, sem recorrer ao dinheiro dos contribuintes. Em Janeiro de 2013 o BES foi o único banco português a gerir a operação que marca o regresso de Portugal aos mercados desde que o país foi alvo de intervenção da troika.
Em 2013, o grupo BES passou a liderar a banca portuguesa na satisfação de clientes, de acordo com o Índice Nacional de Satisfação de Clientes – ECSI Portugal. Este estudo é um sistema de medida da qualidade de bens e serviços disponíveis no mercado português, que avalia a banca ao nível da qualidade dos produtos e serviços, da relação qualidade/preço, do atendimento, da preocupação e capacidade de aconselhamento, da rapidez na resposta a pedidos, da qualidade das agências, da Inovação, e da Comunicação.
Em Junho de 2014, o BES levou a cabo uma operação de aumento de capital, considerada por Ricardo Salgado como a de “maior sucesso desde a sua privatização em 1992”, contando com a participação de cerca de 150 investidores institucionais, e resultando numa procura 178% superior à oferta disponível.

## Crise de 2014

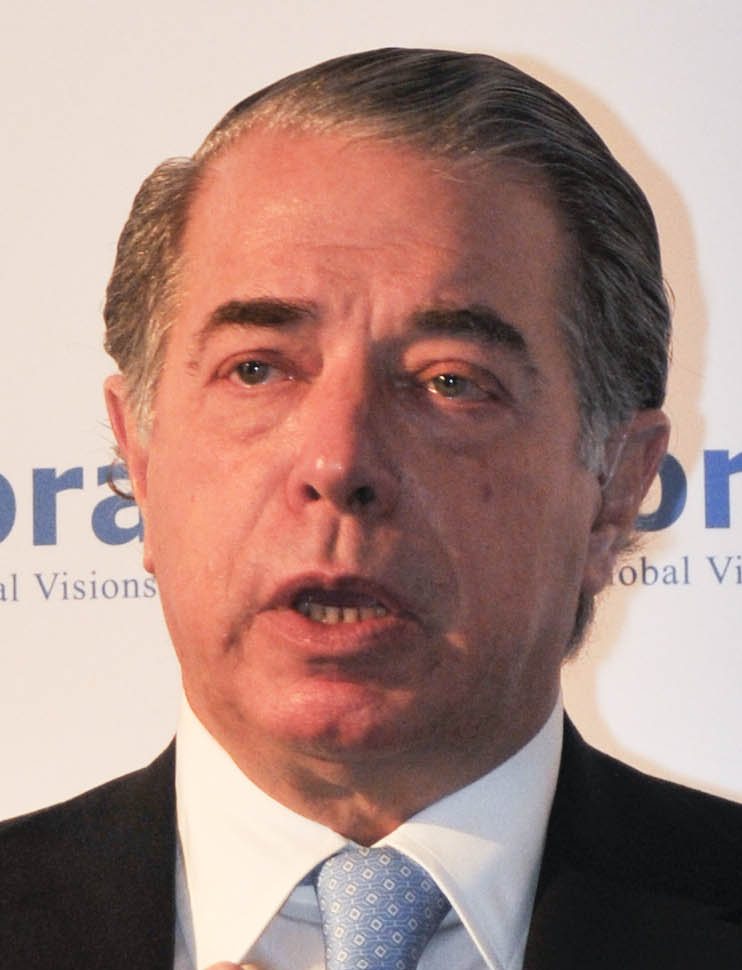
Foto do banqueiro Ricardo Salgado.

Em 2013 era presidido pelo neto do fundador, Ricardo Salgado, quando divulgou um balanço de prejuízo acima de 95  milhões de euros. Em Maio de 2014, através de um prospecto de aumento de capital, o banco revelou que uma auditoria externa às contas de 2013 do grupo Espírito Santo apurou irregularidades nas suas contas e concluiu que a sociedade apresentava uma situação financeira grave. Já no final de Março, o crédito em risco representava 11,1 % da carteira do banco, tendo este reconhecido que a sua exposição seria superior à média do sector. Esta situação resultava da carteira de crédito às empresas representar 73,4 % do total de financiamento concedido, em 2013. Esta área de negócio possuía um registo de incumprimento superior ao que se verificava para o crédito a particulares.
Em junho de 2014, Ricardo Salgado pediu a Pedro Passos Coelho (na altura primeiro ministro de Portugal) que desse o aval a um programa de recapitalização do Grupo Espírito Santo que previa que a Caixa Geral de Depósitos financiasse cerca de 2 mil milhões de euros.
Em Julho de 2014, Ricardo Salgado foi afastado da liderança e substituído pelo economista Vítor Bento por acordo entre os principais accionistas e o Banco de Portugal. No dia 30 de Julho, já depois da substituição na presidência do banco por Vítor Bento, o BES anunciou que a existência no seu balanço de 4.253,5 milhões de euros de "imparidades e de contigências" obrigavam a considerar no primeiro semestre de 2014 um prejuízo de 3.577 milhões de euros. Entre Janeiro e Agosto de 2014, as acções do BES perderam mais de 80% do seu valor, caindo de €1,05 por ação para o valor de €0,17. No início de agosto o Banco Central Europeu terá suspendido o acesso do BES às operações de política monetária, obrigando a reembolsar integralmente o seu crédito junto do Eurosistema no prazo de três dias no valor de 10 mil milhões de euros. Apesar destes dados não serem públicos, em dois dias a cotação desceu cerca de 80% 
Foi provado que a administração do BES liderada por Ricardo Salgado "desobedeceu ao Banco de Portugal 21 vezes, entre Dezembro de 2013 e Julho de 2014", praticando "actos dolosos de gestão ruinosa".
Composição acionista aquando da resolução do BES, tem outros como o ESFG (20,2%); Crédit Agricole (14,6%); Banco Bradesco (3,9%); PT Portugal (2,1%); pequenos acionistas eram cerca de 33 mil e detinham (9,8%) do capital do banco.

## Medida de Resolução do Banco de Portugal
A 3 de agosto 2014, o BdP anunciou por meio do seu Governador Carlos Costa, um resgate no valor de 4.900 milhões de euros a partir do Fundo de Resolução que amontoou os 4,9 mil milhões de euros (dos quais 3,9 mil milhões vinham de um empréstimo) e pôs fim ao BES como um banco privado, e começou um banco novo, o Novo Banco. O Fundo de Resolução também passou a deter a totalidade do capital do Novo Banco. O Banco Central Europeu (BCE) retirou o estatuto de contraparte ao BES, suspendendo assim o acesso do banco às operações de política monetária.
Os ativos não-tóxicos do BES foram transferidos para uma novo banco operada desde 2014, o Novo Banco, financiado pelo Fundo de Resolução do BdP  enquanto os ativos tóxicos permaneceram no banco existente. O Novo Banco manteve a administração que tinha entrado recentemente no ex-BES e será vendido o mais breve possível. Os accionistas do antigo BES assim como os detentores de obrigações subordinadas perderam todos os créditos. A partir de 3 de agosto de 2014 o BES passou a ter como Presidente do Conselho de Administração Luís Augusto Máximo dos Santos.
A 4 de agosto de 2014 o BES foi excluído da bolsa PSI-20, após a extinção da empresa. Uma auditoria ao Banco Espírito Santo reitera que terá havido uma "gestão ruinosa" no banco "em detrimento dos depositantes, investidores e demais credores". Tais actos de gestão ruinosa terão sido "praticados pelos membros dos órgãos sociais" do BES. Também foi dado como certo que a administração do BES liderada por Ricardo Salgado "desobedeceu ao Banco de Portugal 21 vezes, entre Dezembro de 2013 e Julho de 2014", praticando "actos dolosos de gestão ruinosa".
Com a decisão, a 13 de julho de 2016, do BCE de retirar a autorização do BES, o banco entrou em liquidação. Seguiu-se a constituição de uma Comissão Liquidatária e de uma Comissão de Credores[carece de fontes?], bem como uma mudança no nome da entidade, que se passou a identificar como "Banco Espírito Santo, S.A. - Em Liquidação".